# Monthelon, Marne
Monthelon är en kommun i departementet Marne i regionen Grand Est (tidigare regionen Champagne-Ardenne) i nordöstra Frankrike. Kommunen ligger i kantonen Avize som tillhör arrondissementet Épernay. År 2022 hade Monthelon 346 invånare.

## Befolkningsutveckling
Antalet invånare i kommunen Monthelon
| Referens: INSEE |